# 生駒治美
生駒治美（日语：／ Ikoma Harumi，1970年2月5日—），日本女性配音員。J Production所屬。出身於大阪府。身高160cm。A型血。

## 簡歷
帝塚山學院大學文學院畢業。雖然隸屬於大阪電視人才局（TTB），但暫時離開TTB作為自由身活動，2006年回到TTB後，於2007年轉到J Production。

## 人物
興趣：合唱、網球、高爾夫、瑜珈。執照：和服着付師。
她是大阪的代表性配音員，在SNK、SNK Playmore格鬥遊戲裡演過許多女性角色，例如《龍虎之拳》的金和《侍魂》的娜可露露而聞名。此外，在擔任自由工作者期間，她在東京工作，出演了《玩偶遊戲》之後，又出演了《丸少爺》等電視動畫，特別是出演了NELKE PLANNING的作品。

## 演出
粗體字表示主要角色。

### 電視動畫
1997年
- 玩偶遊戲（松井風花）
- 夢之蠟筆王國（月之子、近太、畢特、河童次郎、老鼠（弟）、太郎戈伊、約翰 等）

1998年
- 抓狂一族（梅星淚、長崎屋奈奈子、春彥的母親 等）
- 丸少爺（小金〈坂田金太郎〉[4]、田村小百合、法蘭索瓦、少年時期的湯米 等）
- 機甲發明小子（1998年—1999年，納茲、奧登）2系列[系列 1]
- 甜蜜小天使 (1998年版)（浪速勘吉[5]）
- 吉本無知子物語（日语：ヨシモトムチッ子物語）（瓢蟲花子）

1999年
- 烏龍派出所（花山小梅[6]）
- 十兵衛系列（1999年—2004年，丸山翔子[7]）2系列[系列 2]

2002年
- 數碼寶貝04無限地帶（幼鳥獸）
- 猴王五九（日语：アソボット戦記五九）（米魯克）

2003年
- 娜佳尋親記（瑪德琳的母親、男孩子）
- 魔法少年賈修（菓子屋店員）

### 電影動畫
- 劇場版 丸少爺：約定之夏 邪留與瀨見羅（2000年，小金〈坂田金太郎〉）

### OVA
- SAMURAI SPIRITS 2 ～阿斯拉斬魔傳～（1999年，娜可露露）
- 娜可露露 ～來自某人的恩賜～ 鄉里之畏友篇（2002年，娜可露露）

### 網路動畫
- 格鬥天王：命運（2017年，金（日语：キング (龍虎の拳)））

### 遊戲
1992年
- 龍虎之拳系列（1992年—1996年，金（日语：キング (龍虎の拳)）、崎百合、辛克雷雅）3作品[系列 3]

1993年
- 侍魂系列（1993年—2008年，娜可露露、夏洛特（日语：シャルロット (サムライスピリッツ)）、羅將神美津紀（日语：羅将神ミヅキ））12作品[系列 4]

1994年
- 格鬥天王系列（1994年—2022年，金、布魯·瑪莉（日语：ブルー・マリー）〈'97—XI〉[注 1]、美加〈'98〉、播音〈'98〉）16作品[系列 5]

1995年
- 餓狼傳說系列（1995年，布魯·瑪莉）5作品[系列 6]

1996年
- 少女之夢2（日语：ヒロイン・ドリーム#ヒロインドリーム2）（御園小夜）

1998年
- 東京23區制服戰爭（藤堂麗羅）
- 幕末浪漫第二幕 月華劍士 ～月下芳華、委地之花～（直衛虎徹）

1999年
- ATHENA ～Awakening from the ordinary life～（高沖清乃）
- 語音嘉年華 莫比烏斯鐘
- L的季節 ～A piece of memories～（日语：Lの季節 〜A piece of memories〜）（冰狩吹雪）

2000年
- 夏色劍術小町（日语：夏色剣術小町）（藤村紫京）
- CAPCOM VS. SNK MILLENNIUM FIGHT 2000（日语：カプコン バーサス エス・エヌ・ケイ ミレニアムファイト 2000）（2000年—2001年，金、娜可露露）2作品[系列 7]

2001年
- CAPCOM VS. SNK 2 MILLIONAIRE FIGHTING 2001（日语：CAPCOM VS. SNK 2 MILLIONAIRE FIGHTING 2001）（2000年—2001年，金、娜可露露）3作品[系列 8]
- 娜可露露 ～來自某人的恩賜～（娜可露露、蕾拉（日语：レラ (サムライスピリッツ)））

2005年
- NeoGeo Battle Coliseum（日语：ネオジオバトルコロシアム）（娜可露露）

### 視訊
- SAMURAI SPIRITS 十二劍士列傳（娜可露露、夏洛特（日语：シャルロット (サムライスピリッツ)）、其他女性角色全部）
- 龍虎之拳2（金（日语：キング (龍虎の拳)））
- Real Bout 餓狼傳說 Special（旁白）
- 格鬥天王'95（金）
- SNK Presents NEO-GEO DJ Station Live '99

### 廣播節目
- Saturday Bachon（日语：サタディ・バチョン）（大阪電台）—第6代助理，1989年10月～1990年9月
- （大阪電台）—初代主持人
- 山本麻里安的Shall We Lucky？（AM KOBE）
- 廣播劇 HAPPY BOY（美加）

### CD

#### CD單曲
- 片頭主題曲
- -和丸少爺一起唱吧- 丸少爺 數數歌
- 野望主題歌（片頭主題曲）

#### CD專輯
- 餓狼傳說THE BEST ～Selected by Characters～
- 餓狼傳說3 -Arrange Sound Trax-〈The Remains of My Love -The Sunset Sky Part V-〉
- 侍魂 THE BEST ～Selected Characters～
- 格鬥天王'95 ARRANGE SOUND TRAX〈THE SONG OF FIGHTERS '95〉
- SNK Characters Sounds Collection Vol.2 娜可露露（娜可露露）
- NEO GEO SUPER LIVE！1994（娜可露露）
- NEO GEO Gals Vocal Collection（娜可露露）〈-The Remains of My Love-、THE SONG OF FIGHTERS'95、HEAVY BABY's〉
- NEO GEO GUYS SONG COLLECTION〈THE SONG OF FIGHTERS II-、〉
- 新世界樂曲雜技團（日语：新世界楽曲雑技団）FINAL〈、Blue Mary's BLUES〉
- 娜可露露 ～來自某人的恩賜～ 第二個奇蹟 初回特典CD（娜可露露）〈、〉
- NHK動畫丸少爺♪ 歌曲集
- 十兵衛 未播出地區原聲音樂〈、〉
- HAPPY BOY Vol.5 Vocal Collection
- V-station（日语：1314 V-STATION） THE BEST（大阪電台45週年紀念CD）

#### 廣播劇CD
- Real Bout 餓狼傳說2 THE NEWCOMERS ～廣播劇CD～（布魯·瑪莉（日语：ブルー・マリー））
- 侍魂 ～廣播劇CD～（娜可露露）
  - 侍魂 斬紅郎無雙劍 -Arrange Sound Trax-（娜可露露）
  - 真說侍魂 武士道烈傳 廣播劇CD（娜可露露、夏洛特（日语：シャルロット (サムライスピリッツ)））
  - 侍魂64 廣播劇CD（娜可露露）
  - 侍魂64 阿修羅斬魔傳 廣播劇CD（娜可露露）
  - 侍魂新章 劍客異聞錄 甦醒的蒼紅之刃 廣播劇CD（娜可露露）
- 格鬥天王'96 廣播劇CD（金（日语：キング (龍虎の拳)））
  - 格鬥天王'97 ～激突篇～（金、布魯·瑪莉）
  - 格鬥天王'98 廣播劇CD（布魯·瑪莉）
- ATHENA ～Awakening from the ordinary life～ 廣播劇CD（高沖清乃）
- NEO-GEO DJ Station（娜可露露、金、夏洛特）
  - NEO-GEO DJ Station SPECIAL ～廣播劇篇～（娜可露露、金、布魯·瑪莉）
  - NEO-GEO DJ Station Live'98（娜可露露、布魯·瑪莉）〈HEAVY BABY'S、Blue Mary's BLUES〉
  - NEO-GEO DJ Station in （娜可露露、金、布魯·瑪莉、美加）〈HEAVY BABY'S II〉
  - NEO-GEO DJ Station 2 ～B.O.F.Returns（娜可露露、金、布魯·瑪莉、夏洛特）
  - NEO-GEO DJ Station Live'99（娜可露露、布魯·瑪莉）〈、HEAVY BABY'S III〉
- Vol.1（ツッチー）
  -  Vol.2（ツッチー）
  -  Vol.3（ツッチー）
  -  Vol.4（ツッチー）
  -  Vocal Collection（ツッチー）
- HAPPY BOY vol.1 （美加）
  - HAPPY BOY Vol.2 （美加）
  - HAPPY BOY Vol.3  廣播配樂 1997年9月21日 CD專輯（美加）
  - HAPPY BOY Vol.4  廣播劇 1997年10月22日 CD專輯（美加）
- （影山真琴）
- Days of Memories（日语：Days of Memories） 3 原創廣播劇CD（娜可露露、金、布魯·瑪莉）

#### 其它CD
- 丸少爺
- 龍虎之拳（金（日语：キング (龍虎の拳)）、崎百合）
- 龍虎之拳2（金）
- 侍魂（娜可露露）
  - 真侍魂（娜可露露）
  - 侍魂 斬紅郎無雙劍 -Arrange Sound Trax-（娜可露露）
  - 侍魂64（娜可露露）
  - 侍魂64  阿修羅斬魔傳（娜可露露）
  - 侍魂新章 劍客異聞錄 甦醒的蒼紅之刃（娜可露露）
- 餓狼傳說3（布魯·瑪莉（日语：ブルー・マリー））
  - Real Bout 餓狼傳說（日语：リアルバウト餓狼伝説）（布魯·瑪莉）
  - Real Bout 餓狼傳說2（布魯·瑪莉）
- ART OF FIGHTING 龍虎之拳 外傳（辛克雷雅）
- 格鬥天王'94（金）
  - 格鬥天王'95（金）
  - 格鬥天王'96（金）
  - 格鬥天王'97（金、布魯·瑪莉）
  - 格鬥天王'98（金、布魯·瑪莉）
  - 格鬥天王'99（金、布魯·瑪莉）
  - 格鬥天王2000（金、布魯·瑪莉、娜可露露）
  - 格鬥天王 THE BEST（金）〈THE SONG OF FIGHTERS II〉

### 廣告
- NTT[10]
- 松下電器[10]
- 關西行動電話[10]

### 其它
- 早安攝影棚（日语：おはスタ）（旁白）
- 東京電玩展2006 格鬥天王 極限衝擊（日语：KOF MAXIMUM IMPACT）（夏莉）

## 腳註

## 外部連結
- 生駒治美｜J Production （日語）